# 2023年中华人民共和国国务院政府工作报告
2023年中華人民共和國國務院政府工作報告於2023年3月5日在第十四屆全國人民代表大會第一次會議中由國務院總理李克強代表國務院發表。這是李克強發表的第十份政府工作報告，也是其第二個總理任期內第五份及他最後一份政府工作報告。

## 起草過程
2023年2月3日，李克強主持召開國務院第八次全體會議，討論擬提請第十四屆全國人大一次會議審議的政府工作報告，決定將《政府工作報告（徵求意見稿）》發往各省（區、市）和中央國家機關有關部門、單位徵求意見。

## 內容
2023年國務院政府工作報告的主要內容有：
过去一年工作回顾
1. 国内生产总值增加到121万亿元，五年年均增长5.2%，十年增加近70万亿元、年均增长6.2%，在高基数基础上实现了中高速增长、迈向高质量发展。
2. 财政收入增加到20.4万亿元。
3. 粮食产量连年稳定在1.3万亿斤以上。
4. 工业增加值突破40万亿元。
5. 城镇新增就业年均1270多万人。
6. 外汇储备稳定在3万亿美元以上。我国经济实力明显提升。
7. 经过八年持续努力，近1亿农村贫困人口实现脱贫，全国832个贫困县全部摘帽，960多万贫困人口实现易地搬迁，历史性地解决了绝对贫困问题。
8. 科技创新成果丰硕。组建国家实验室，分批推进全国重点实验室重组。一些关键核心技术攻关取得新突破，载人航天、探月探火、深海深地探测、超级计算机、卫星导航、量子信息、核电技术、大飞机制造、人工智能、生物医药等领域创新成果不断涌现。全社会研发经费投入强度从2.1%提高到2.5%以上，科技进步贡献率提高到60%以上，创新支撑发展能力不断增强。
9. 经济结构进一步优化。高技术制造业、装备制造业增加值年均分别增长10.6%、7.9%，数字经济不断壮大，新产业新业态新模式增加值占国内生产总值的比重达到17%以上。区域协调发展战略、区域重大战略深入实施。常住人口城镇化率从60.2%提高到65.2%，乡村振兴战略全面实施。经济发展新动能加快成长。
10. 基础设施更加完善。一批防汛抗旱、引水调水等重大水利工程开工建设。高速铁路运营里程从2.5万公里增加到4.2万公里，高速公路里程从13.6万公里增加到17.7万公里。新建改建农村公路125万公里。新增机场容量4亿人次。发电装机容量增长40%以上。所有地级市实现千兆光网覆盖，所有行政村实现通宽带。
11. 改革开放持续深化。全面深化改革开放推动构建新发展格局，供给侧结构性改革深入实施，简政放权、放管结合、优化服务改革不断深化，营商环境明显改善。共建“一带一路”扎实推进。推动区域全面经济伙伴关系协定（RCEP）生效实施，建成全球最大自由贸易区。货物进出口总额年均增长8.6%，突破40万亿元并连续多年居世界首位，吸引外资和对外投资居世界前列。
12. 生态环境明显改善。单位国内生产总值能耗下降8.1%、二氧化碳排放下降14.1%。地级及以上城市细颗粒物（PM2.5）平均浓度下降27.5%，重污染天数下降超过五成，全国地表水优良水体比例由67.9%上升到87.9%。设立首批5个国家公园，建立各级各类自然保护地9000多处。美丽中国建设迈出重大步伐。
13. 人民生活水平不断提高。居民收入增长与经济增长基本同步，全国居民人均可支配收入年均增长5.1%。居民消费价格年均上涨2.1%。新增劳动力平均受教育年限从13.5年提高到14年。基本养老保险参保人数增加1.4亿、覆盖10.5亿人，基本医保水平稳步提高。多年累计改造棚户区住房4200多万套，上亿人出棚进楼、实现安居。

五年工作回顾
1. 创新宏观调控，保持经济运行在合理区间。面对贸易保护主义抬头、疫情冲击等接踵而来的严峻挑战，创新宏观调控方式，不过度依赖投资
2. 坚持实施积极的财政政策。合理把握赤字规模，五年总体赤字率控制在3%以内，政府负债率控制在50%左右。
3. 持实施稳健的货币政策。根据形势变化灵活把握政策力度，保持流动性合理充裕，用好降准、再贷款等政策工具，加大对实体经济的有效支持，缓解中小微企业融资难融资贵等问题。制造业贷款余额从16.3万亿元增加到27.4万亿元。

当年主要预期目标
1. 国内生产总值增长5%左右[2]；
2. 城镇新增就业1200万人左右，城镇调查失业率5.5%左右；
3. 居民消费价格涨幅3%左右；
4. 居民收入增长与经济增长基本同步；
5. 进出口稳定、质量提升，国际收支基本平衡；
6. 粮食产量保持在1.3万亿斤以上；
7. 单位国内生产总值能耗和主要污染物排放量继续下降，重点控制化石能源消费，稳定改善生态环境。